# Mount Bolanos
Mount Bolanos – drugi co do wysokości szczyt Guam położony w południowej części wyspy. Ma 368 m n.p.m..